# Marche di nazionalità e di immatricolazione degli aeromobili

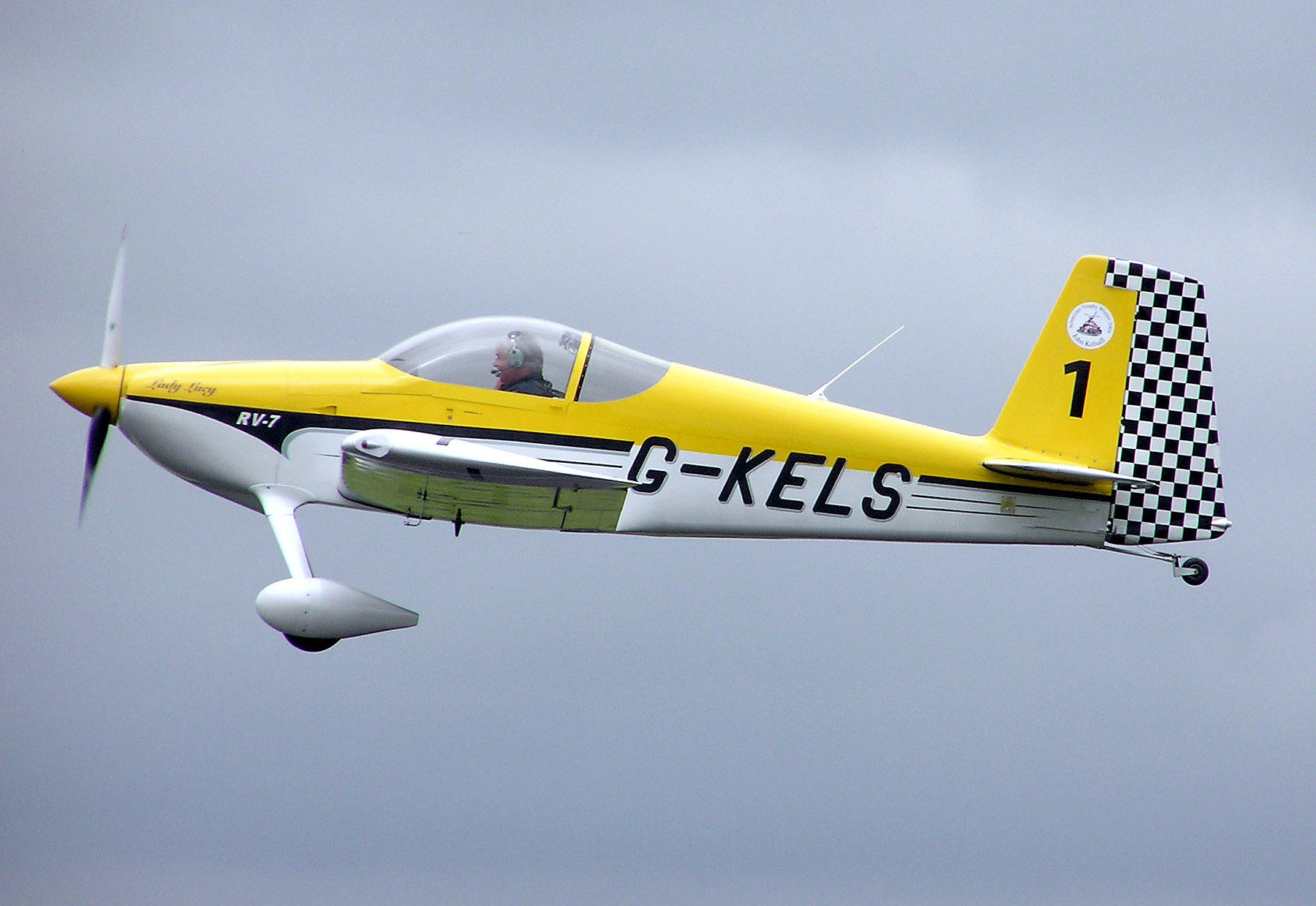
Questo Van's Aircraft RV-7 mostra chiaramente il proprio codice di registrazione, G-KELS. La lettera G indica che il velivolo è registrato nel Regno Unito.

Le marche di nazionalità e di immatricolazione degli aeromobili (in Svizzera: matricola degli aeromobili), talvolta erroneamente chiamate codice di registrazione degli aeromobili dall'inglese aircraft registration code, sono una stringa alfanumerica che identifica un aeromobile. Svolge la stessa funzione della targa per un'automobile. 
Secondo la convenzione di Chicago del 1944 tutti gli aeromobili devono essere registrati presso un'autorità nazionale (come la FAA o l'ENAC) e dimostrare tale registrazione con un documento ufficiale chiamato "certificato di registrazione" ogni volta che sono in esercizio. Molte nazioni richiedono anche che il codice di registrazione sia impresso su una targa ignifuga montata sulla fusoliera del velivolo per poterlo identificare anche in seguito ad un incidente.
Dato che gli aerei di solito mostrano i loro codici di registrazione sulla fusoliera di poppa proprio davanti alla coda, o più recentemente sulla coda stessa, il codice è spesso chiamato numero di coda (in inglese: tail number). Negli Stati Uniti d'America il codice è anche chiamato N-number (numero N), poiché inizia sempre con la lettera N.
Sebbene ogni codice di registrazione sia unico, alcune nazioni, ma non tutte, permettono il suo riutilizzo una volta che l'aeromobile sia venduto, distrutto o ritirato. Ad esempio il codice N-3794N è assegnato ad un Mooney M20, mentre in precedenza è stato assegnato ad un Beechcraft Bonanza (più specificatamente l'aereo che precipitò in quello che successivamente venne detto il giorno in cui la musica morì). Inoltre allo stesso velivolo possono essere assegnati diversi codici durante la sua esistenza. Questo può accadere perché l'aeromobile cambia proprietario, Paese di registrazione o, in alcune nazioni, per motivi di vanità.

## Certificato di registrazione
Il certificato di registrazione contiene informazioni usate dalle autorità nazionali per fornire le prescrizioni di aeronavigabilità ai proprietari dell'aeromobile. Molte autorità nazionali richiedono che il proprietario del velivolo aggiorni tali informazioni immediatamente o il più presto possibile ogni volta che ci siano cambiamenti nelle stesse.

## Standard internazionali
La prima forma di registrazione degli aeromobili era basata sui segnali di chiamata radio assegnati alla conferenza internazionale della radiotelegrafia di Londra del 1913. Questa è stata modificata di comune accordo dall'Ufficio internazionale di Berna e pubblicata il 23 aprile 1913. Sebbene le assegnazioni iniziali non erano specificatamente per l'aeromobile, ma per ogni operatore radio, la convenzione internazionale per la navigazione aerea stipulata a Parigi nel 1919 stabiliva che fossero assegnate specificatamente per l'aeromobile le registrazioni basate sui segnali di chiamata radio del 1913. L'accordo stabiliva che le sigle nazionali dovessero essere seguite da un trattino d'unione e quindi da un gruppo di quattro lettere tra cui una vocale (la Y era considerata una vocale).
La lista delle sigle nazionali fu rivista alla conferenza internazionale della telegrafia di Washington del 1927 e adottata a partire dal 1928; le sue assegnazioni sono la base delle registrazioni usate oggi. Le sigle sono state corrette e aumentate nel corso degli anni e le assegnazioni e lo standard sono organizzati dall'Organizzazione Internazionale dell'Aviazione Civile.
L'articolo 20 della convenzione di Chicago del 1944 richiede che tutti gli Stati firmatari registrino gli aeromobili al di sopra di un certo peso con un'autorità nazionale dell'aviazione. A seguito della registrazione, il velivolo riceve il suo codice di registrazione unico, che deve essere rappresentato sull'aeromobile.
L'allegato 7 della convenzione internazionale dell'aviazione civile descrive le caratteristiche, la posizione e le dimensioni dei codici di registrazione. Essi sono formati da un prefisso scelto dal segnale di chiamata radio della nazione assegnato dall'Unione internazionale delle telecomunicazioni (rendendo così il codice un facile mezzo per determinare il Paese di provenienza) ed il suffisso di registrazione. Questo suffisso, che dipende da nazione a nazione, è un codice numerico o alfanumerico ed è formato da un numero di cifre o lettere che va da uno a cinque.

## Impiego specifico per Paese

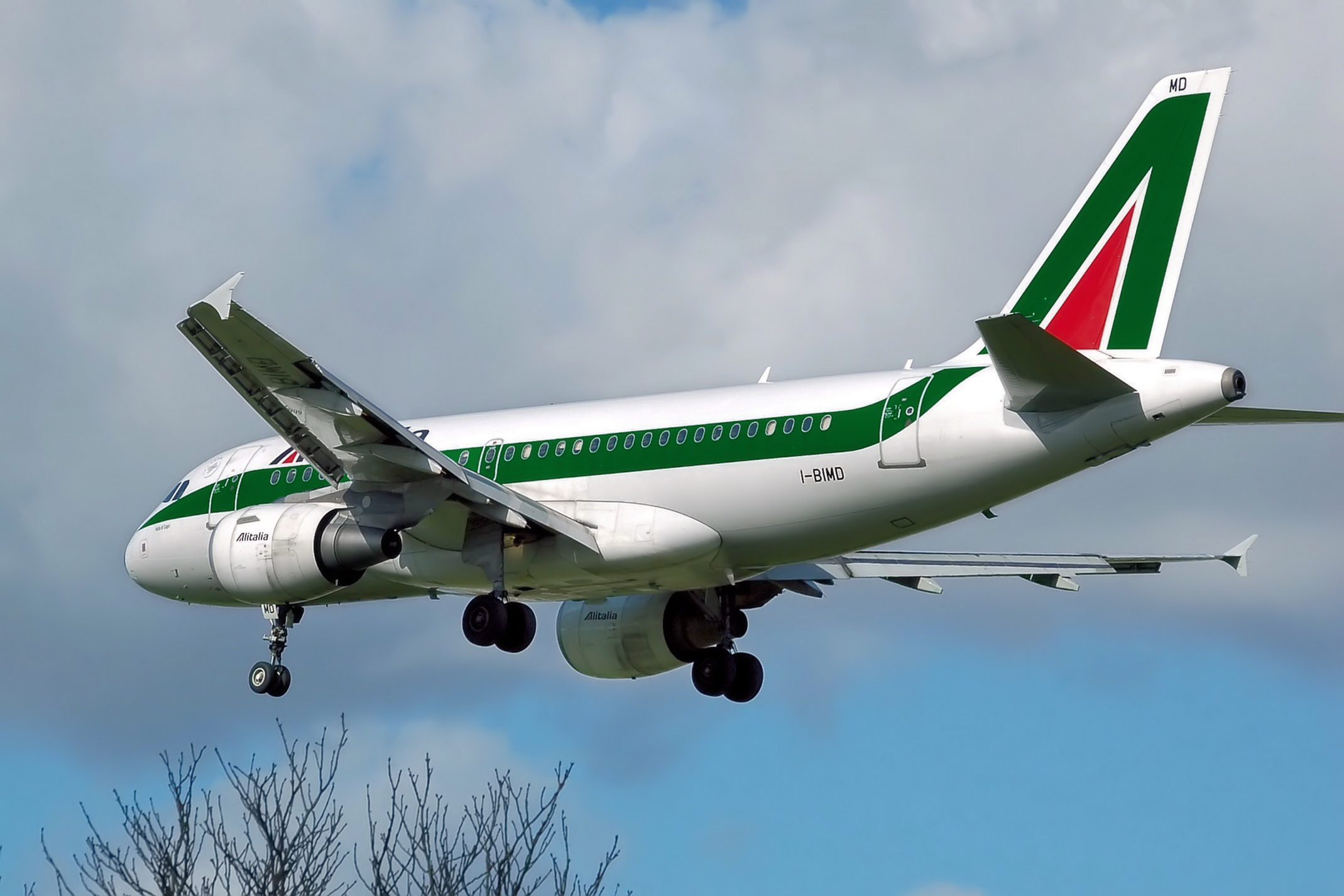
Un Airbus A319-100 di Alitalia mentre atterra all'aeroporto di Londra-Heathrow. Sulla fusoliera dell'aereo si vede il codice di registrazione del velivolo (I-BIMD).

Quando sono dipinti sulla fusoliera, il prefisso e il suffisso sono separati da un trattino (ad esempio: YR-BMA), comunque quando il codice è inserito in un piano di volo il trattino è omesso (ad esempio: YRBMA). Negli Stati Uniti il prefisso e il suffisso sono dipinti senza trattino. Gli aerei privati di solito usano i loro codici di registrazione come segnali di chiamata radio, mentre molti aeromobili commerciali (specialmente charter, cargo e linee aeree) usano il codice vettore ICAO o un segnale di chiamata radio della loro compagnia. In certi casi è sufficiente che sia scritto soltanto il suffisso, senza il prefisso nazionale. Ad esempio gli alianti registrati in Australia possono omettere il prefisso VH e mostrare solo il suffisso. Ovviamente ciò è appropriato solo quando il velivolo non vola nello spazio aereo di altre nazioni.
Se il suffisso in un certo Paese è formato solo da lettere, gli alianti e gli ultraleggeri possono invece usare delle cifre. Ad esempio in Germania D-ABCD può essere il codice di un aereo, mentre D-1234 è quello di un aliante. In Australia i suffissi dei codici di registrazione dei primi alianti iniziavano con la lettera G e non è raro trovare su questi solo le ultime due lettere del suffisso, dal momento che non c'è possibilità che viaggino internazionalmente. Ad esempio, al posto del codice VH-GIQ si può trovare soltanto IQ.
Ogni Paese ha un proprio sistema di registrazione: in Canada le registrazioni iniziano con la lettera C, nel Regno Unito con la G, in Germania con la D, in Italia con la I e così via.

### Ex colonie britanniche
Fin dai primi anni dell'aviazione civile, i codici di registrazione che iniziano per G sono stati assegnati al Regno Unito, mentre quelli inizianti per V sono stati riservati al resto dell'Impero britannico: VH per l'Australia, VT per l'India, VR e VP per le colonie e così via.
Le conseguenze della decolonizzazione sui codici di registrazione sono diverse da Paese a Paese. Dopo la spaccatura del Raj Britannico l'India mantenne la designazione VT, mentre il Pakistan adottò la designazione AP. Hong Kong, che formalmente usa la designazione VR-H, ha rimpiazzato il VR con il cinese B dopo che nel 1997 è tornata di proprietà della Cina; i codici di registrazione di lì hanno quindi solo 4 lettere in totale, nonostante le norme internazionali ne impongano 5.

### Italia
In Italia il codice è nella forma I-XXXX, dove X è una lettera dell'alfabeto latino (dalla A alla Z incluse le lettere definite "straniere"). La I iniziale è fissa, mentre le altre quattro variano da velivolo a velivolo e possono essere scelte dal proprietario al momento dell'immatricolazione (purché non siano già state assegnate, anche se ad un velivolo già dismesso), con l'unico limite che non contengano segnali di pericolo o di richiesta di soccorso, come SOS, XXX, PAN e TTT e combinazioni che iniziano con la lettera Q o con RAI, PDV, EAS, DPC, PTF e UAS.

### Stati Uniti d'America
Il codice di registrazione negli Stati Uniti è chiamato "N-number" (numero N), dato che lì inizia sempre per N. È usato un sistema alfanumerico per far fronte all'elevato numero di aeromobili registrati negli USA. Il numero N è formato da almeno uno e non più di cinque caratteri, deve iniziare con un numero diverso da 0 e non può terminare con più di due lettere. Inoltre i numeri N non possono contenere le lettere I e O a causa della loro somiglianza con i numeri 1 e 0.
Ogni carattere nel suffisso può essere una delle 24 lettere ammesse o una delle 10 cifre, tranne il primo carattere che non può essere uno zero. Questo sistema permette un totale di 915.399 possibili codici di registrazione differenti, sebbene certe combinazioni siano riservate al governo o per altri usi speciali. Normalmente, quando un aereo vola interamente negli Stati Uniti, non si identifica iniziando con la lettera N, che viene sottintesa. Inoltre, dopo il contatto iniziale tra l'aereo e la torre di controllo, sono usati di solito solo gli ultimi 2 o 3 caratteri.
Di seguito le combinazioni che possono essere utilizzate:
- Da N-1 a N-9: uso riservato alla FAA
- Da N-1A a N-9Z
- Da N-1AA a N-9ZZ
- Da N-10 a N-99: uso riservato alla FAA
- Da N-10A a N-99Z
- Da N-10AA a N-99ZZ
- Da N-100 a N-999
- Da N-100A a N-999Z
- Da N-100AA a N-999ZZ
- Da N-1000 a N-9999
- Da N-1000A a N-9999Z
- Da N-10000 a N-99999

Gli aeromobili molto vecchi (registrati da prima del 31 dicembre 1948) possono avere una seconda lettera nel codice, che identifica la categoria di velivolo. Attualmente questa lettera non è parte integrante del codice dell'aeromobile (ad esempio N-C12345 è la stessa registrazione di N-12345). Le lettere della categoria non sono state più incluse nelle registrazioni effettuate dal 1º gennaio 1949, ma possono essere ancora presenti su velivoli vecchi. Le categorie erano:
- C = velivolo di compagnia aerea, commerciale o privato
- G = aliante
- L = limitato
- R = riservato
- S = velivolo statale
- X = velivolo sperimentale

Ad esempio, lo Spirit of Saint Louis che pilotò Charles Lindbergh era registrato nella categoria sperimentale (il suo codice di registrazione era N-X-211).

## Prefissi di registrazione nazionali
| Stato/regione                                     | Prefisso di registrazione                                                                   | Note |
| ------------------------------------------------- | ------------------------------------------------------------------------------------------- | --- |
| Afghanistan                                       | YA                                                                                          | Da YA-AAA a YA-ZZZ |
| Albania                                           | ZA                                                                                          | Da ZA-AAA a ZA-ZZZ Da ZA-HAA a ZA-HZZ (elicotteri) |
| Algeria                                           | 7T                                                                                          | Da 7T-AAA a 7T-ZZZ |
| Andorra                                           | C3                                                                                          | Da C3-AAA a C3-ZZZ |
| Angola                                            | D2                                                                                          | Da D2-AAA a D2-ZZZ |
| Anguilla                                          | VP-A                                                                                        | Da VP-AAA a VP-AZZ |
| Antigua e Barbuda                                 | V2                                                                                          | Da V2-AAA a V2-ZZZ |
| Antille Olandesi                                  | PJ                                                                                          | Da PJ-AAA a PJ-ZZZ |
| Arabia Saudita                                    | HZ                                                                                          | Da HZ-AAA a HZ-ZZZ Da HZ-AA1 a HZ-ZZ99 Da HZ-AAA1 a HZ-ZZZ99 |
| Argentina                                         | LV LQ (usi ufficiali)                                                                       | Da LV-AAA a LV-ZZZ Da LQ-AAA a LQ-ZZZ |
| Armenia                                           | EK                                                                                          | Da EK-10000 a EK-99999 |
| Aruba                                             | P4                                                                                          | Da P4-AAA a P4-ZZZ |
| Australia                                         | VH                                                                                          | Da VH-AAA a VH-ZZZ |
| Austria                                           | OE                                                                                          | Da OE-AAA a OE-KZZ Da OE-BAA a OE-BZZ (governo) Da OE-LAA a OE-LZZ (compagnie aeree) Da OE-VAA a OE-VZZ (prove) Da OE-WAA a OE-WZZ (anfibi e idrovolanti) Da OE-XAA a OE-XZZ (elicotteri) Da OE-0001 a OE-5999 (alianti) Da OE-9000 a OE-9999 (alianti a motore) |
| Palestina                                         | SU-Y E4                                                                                     | Da SU-YAA a SU-YZZ |
| Azerbaigian                                       | 4K                                                                                          | Da 4K-AZ1 a 4K-AZ999 Da 4K-10000 a 4K-99999 |
| Bahamas                                           | C6                                                                                          | Da C6-AAA a C6-ZZZ |
| Bahrein                                           | A9C                                                                                         | Da A9C-AA a A9C-ZZ |
| Bangladesh                                        | S2                                                                                          | Da S2-AAA a S2-ZZZ |
| Barbados                                          | 8P                                                                                          | Da 8P-AAA a 8P-ZZZ |
| Belgio                                            | OO                                                                                          | Da OO-AAA a OO-ZZZ (OO-Q non usato) Da OO-BAA a OO-BZZ (preferito per le mongolfiere) Da OO-YAA a OO-ZAA (preferito per gli alianti) Da OO-01 a OO-499 (aeromobili autocostruiti) Da OO-501 a OO-999 e da OO-A01 a OO-Z99 (ultraleggeri) |
| Belize                                            | V3                                                                                          | Da V3-AAA a V3-ZZZ |
| Benin                                             | TY                                                                                          | Da TY-AAA a TY-ZZZ |
| Bermuda                                           | VP-B, VQ-B, VR-B                                                                            | Da VP-BAA a VP-BZZ, DA VQ-BAA a VQ-BZZ e DA VR-BAA a VR-BZZ |
| Bhutan                                            | A5                                                                                          | Da A5-AAA a A5-ZZZ |
| Bielorussia                                       | EW                                                                                          | Da EW-100AA a EW-999ZZ Da EW-10000 a EW-99999 |
| Birmania                                          | XY XZ (non usato)                                                                           | Da XY-AAA a XY-ZZZ Da XZ-AAA a XZ-ZZZ |
| Bolivia                                           | CP                                                                                          | Da CP-1000 a CP-9999 |
| Bosnia ed Erzegovina                              | T9 E7                                                                                       | Da T9-AAA a T9-ZZZ Da E7-AAA a E7-ZZZ |
| Botswana                                          | A2                                                                                          | Da A2-AAA a A2-ZZZ |
| Brasile                                           | PP PR PT PU (ultraleggeri)                                                                  | Da PP-AAA a PP-ZZZ Da PR-AAA a PR-ZZZ Da PT-AAA a PT-ZZZ Da PU-AAA a PU-ZZZ |
| Brunei                                            | V8                                                                                          | Da V8-AAA a V8-ZZZ Da V8-AA1 a V8-ZZ9 Da V8-001 a V8-999 |
| Bulgaria                                          | LZ                                                                                          | Da LZ-AAA a LZ-ZZZ |
| Burkina Faso                                      | XT                                                                                          | Da XT-AAA a XT-ZZZ |
| Burundi                                           | 9U                                                                                          | Da 9U-AAA a 9U-ZZZ |
| Cambogia                                          | XU                                                                                          | Da XU-AAA a XU-ZZZ |
| Camerun                                           | TJ                                                                                          | Da TJ-AAA a TJ-ZZZ |
| Canada                                            | CF C-F C-G C-I                                                                              | Da CF-AAA a CF-ZZZ Da C-FAAA a C-FZZZ Da C-GAAA a C-GZZZ Da C-IAAA a C-IZZZ (ultraleggeri) |
| Capo Verde                                        | D4                                                                                          | Da D4-AAA a D4-ZZZ |
| Ciad                                              | TT                                                                                          | Da TT-AAA a TT-ZZZ |
| Cile                                              | CC                                                                                          | Da CC-AAA a CC-ZZZ |
| Cina                                              | B                                                                                           | Da B-1000 a B-9999 |
| Cipro                                             | 5B                                                                                          | Da 5B-AAA a 5B-ZZZ |
| Città del Vaticano                                | —                                                                                           | Il paese non possiede un'autorità per l'aviazione e l'unico aeromobile utilizzato è un elicottero AW139 dell'Aeronautica Militare italiana. |
| Colombia                                          | HJ HK                                                                                       | Da HJ-1000A a HJ-9999Z (ultraleggeri) Da HK-1000A a HK-9999Z |
| Comore                                            | D6                                                                                          | Da D6-AAA a D6-ZZZ |
| Corea del Nord                                    | P                                                                                           | Da P-500 a P-999 |
| Corea del Sud                                     | HL                                                                                          | Da HL-1000 a HL-9999 |
| Costa d'Avorio                                    | TU                                                                                          | Da TU-AAA a TU-ZZZ |
| Costa Rica                                        | TI                                                                                          | Da TI-AAA a TI-ZZZ |
| Croazia                                           | 9A                                                                                          | Da 9A-AAA a 9A-ZZZ Da 9A-GAA a 9A-GZZ (alianti) Da 9A-HAA a 9A-HZZ (elicotteri) |
| Cuba                                              | CU                                                                                          | Da CU-C1000 a CU-C1999 (linee aeree, cargo) Da CU-E1000 a CU-E1999 (velivoli agricoli) Da CU-H1000 a CU-H1999 (elicotteri) Da CU-N1000 a CU-N1999 (aeromobili privati) Da CU-T1000 a CU-T1999 (linee aeree, trasporto passeggeri) Da CU-U1000 a CU-U1999 (ultraleggeri) |
| Danimarca                                         | OY                                                                                          | Da OY-AAA a OY-ZZZ Da OY-HAA a OY-HZZ (elicotteri) |
| Dominica                                          | J7                                                                                          | Da J7-AAA a J7-ZZZ |
| Ecuador                                           | HC                                                                                          | Da HC-AAA a HC-ZZZ |
| Egitto                                            | SU                                                                                          | Da SU-AAA a SU-XXZDa SU-ZAA a SU-ZZZ |
| El Salvador                                       | YS                                                                                          | Da YS-AAA a YS-ZZZ |
| Emirati Arabi Uniti                               | A6                                                                                          | Da A6-AAA a A6-ZZZ |
| Eritrea                                           | E3                                                                                          | Da E3-AAAA a E3-ZZZZ |
| Estonia                                           | ES                                                                                          | Da ES-AAA a ES-ZZZ |
| Etiopia                                           | ET                                                                                          | Da ET-AAA a ET-ZZZ |
| Figi                                              | DQ                                                                                          | Da DQ-AAA a DQ-ZZZ |
| Filippine                                         | RP-C                                                                                        | Da RP-C0001 a RP-C9999 |
| Finlandia                                         | OH                                                                                          | Da OH-AAA a OH-ZZZ Da OH-001 a OH-999 (alianti) |
| Francia                                           | F                                                                                           | Da F-AAAA a F-ZZZZ Da F-CAAA a F-CZZZ (alianti) Da F-OAAA a F-OZZZ (territori d'oltremare) Da F-PAAA a F-PZZZ (aeromobili autocostruiti) Da F-WAAA a F-WZZZ (prove e consegne) Numero del dipartimento da -AA a -ZZ e da -AAA a -ZZZ (ultraleggeri), esempio: 59-ABC |
| Gabon                                             | TR                                                                                          | Da TR-AAA a TR-ZZZ |
| Gambia                                            | C5                                                                                          | Da C5-AAA a C5-ZZZ |
| Georgia                                           | 4L                                                                                          | Da 4L-AAA a 4L-ZZZ Da 4L-10000 a 4L-99999 |
| Germania                                          | D                                                                                           | Da D-AAAA a D-AZZZ per velivoli con più di 20 t di MTOW Da D-BAAA a D-BZZZ per velivoli con 14-20 t d MTOW Da D-CAAA a D-CZZZ per velivoli con 5,7-14 t di MTOW Da D-EAAA a D-EZZZ per velivoli monomotore fino a 2 t di MTOW Da D-FAAA a D-FZZZ per velivoli monomotore con 2-5,7 t di MTOW Da D-GAAA a D-GZZZ per velivoli multimotore fino a 2 t di MTOW Da D-IAAA a D-IZZZ per velivoli multimotore con 2-5,7 t di MTOW Da D-HAAA a D-HZZZ per aerogiri Da D-KAAA a D-KZZZ per alianti a motore Da D-LAAA a D-LZZZ per dirigibili Da D-MAAA a D-MZZZ per velivoli sportivi a motore Da D-NAAA a D-NZZZ per velivoli sportivi non a motore Da D-OAAA a D-OZZZ per mongolfiere Da D-0001 a D-9999 per alianti |
| Ghana                                             | 9G                                                                                          | Da 9G-AAA a 9G-ZZZ |
| Giamaica                                          | 6Y                                                                                          | Da 6Y-AAA a 6Y-ZZZ |
| Giappone                                          | JA                                                                                          | Da JA-0001 a JA-9999 Da JA-001A a JA-999Z Da JA-01AA a JA-99ZZ Da JA-A001 a JA-A999 (mongolfiere) |
| Gibilterra                                        | VP-G                                                                                        | Da VP-GAA a VP-GZZ |
| Gibuti                                            | J2                                                                                          | Da J2-AAA a J2-ZZZ |
| Giordania                                         | JY                                                                                          | Da JY-AAA a JY-ZZZ |
| Grecia                                            | SX                                                                                          | Da SX-AAA a SX-ZZZ |
| Grenada                                           | J3                                                                                          | Da J3-AAA a J3-ZZZ |
| Groenlandia                                       | OY                                                                                          | Da OY-AAA a OY-ZZZ |
| Guadalupa Martinica Saint-Barthélemy Saint-Martin | F-OG                                                                                        | Da F-OGAA a F-OGZZ |
| Guatemala                                         | TG                                                                                          | Da TG-AAA a TG-ZZZ |
| Guinea                                            | 3X                                                                                          | Da 3X-AAA a 3X-ZZZ |
| Guinea-Bissau                                     | J5                                                                                          | Da J5-AAA a J5-ZZZ |
| Guinea Equatoriale                                | 3C                                                                                          | Da 3C-AAA a 3C-ZZZ |
| Guyana                                            | 8R                                                                                          | Da 8R-AAA a 8R-ZZZ |
| Guyana francese                                   | F-O                                                                                         | Da F-OAAA a F-OZZZ |
| Haiti                                             | HH                                                                                          | Da HH-AAA a HH-ZZZ |
| Honduras                                          | HR                                                                                          | Da HR-AAA a HR-ZZZ |
| Hong Kong                                         | B-H (precedentemente VR-H) B-K B-L                                                          | Da B-HAA a B-HZZ Da B-KAA a B-KZZ Da B-LAA a B-LZZ |
| India                                             | VT                                                                                          | Da VT-AAA a VT-ZZZ Da VT-HAA a VT-HZZ (elicotteri) |
| Indonesia                                         | PK                                                                                          | Da PK-AAA a PK-ZZZ |
| Iran                                              | EP                                                                                          | Da EP-AAA a EP-ZZZ |
| Iraq                                              | YI                                                                                          | Da YI-AAA a YI-ZZZ |
| Irlanda                                           | EI EJ                                                                                       | Da EI-AAA a EI-ZZZ Da EJ-AAA a EJ-ZZZ |
| Islanda                                           | TF                                                                                          | Da TF-AAA a TF-ZZZ Da TF-100 a TF-999 (ultraleggeri) |
| Isola di Man                                      | M                                                                                           | Da M-AAAA a M-ZZZZ |
| Isole Cayman                                      | VP-C                                                                                        | Da VP-CAA a VP-CZZ |
| Isole Cook                                        | E5                                                                                          | Da E5-AAA a E5-ZZZ |
| Fær Øer                                           | OY                                                                                          | Da OY-AAA a OY-ZZZ Da OY-HAA a OY-HZZ (elicotteri) Da OY-XAA a OY-XZZ (alianti) |
| Isole Falkland                                    | VP-F                                                                                        | Da VP-FAA a VP-FZZ |
| Isole Marshall                                    | V7                                                                                          | Da V7-0001 a V7-9999 |
| Isole Salomone                                    | H4                                                                                          | Da H4-AAA a H4-ZZZ |
| Isole Vergini Britanniche                         | VP-L                                                                                        | Da VP-LAA a VP-LZZ |
| Israele                                           | 4X                                                                                          | Da 4X-AAA a 4X-ZZZ |
| Italia                                            | I MM (militari)                                                                             | Da I-AAAA a I-ZZZZ Da I-0001 a I-Z999 (ultraleggeri e ultraleggeri avanzati) Da MM-00000 a MM-99999 |
| Kazakistan                                        | UP                                                                                          | Da UP-AAA01 a UP-ZZZ99 (le lettere del suffisso sono collegate al tipo di velivolo) |
| Kenya                                             | 5Y                                                                                          | Da 5Y-AAA a 5Y-ZZZ |
| Kiribati                                          | T3                                                                                          | Da T3-AAA a T3-ZZZ |
| Kirghizistan                                      | EX                                                                                          | Da EX-100 a EX-999 Da EX-10000 a EX-99999 |
| Kuwait                                            | 9K                                                                                          | Da 9K-AAA a 9K-ZZZ |
| Laos                                              | RDPL                                                                                        | Da RDPL-10000 a RDPL-99999 |
| Lesotho                                           | 7P                                                                                          | Da 7P-AAA a 7P-ZZZ |
| Lettonia                                          | YL                                                                                          | Da YL-AAA a YL-ZZZ |
| Libano                                            | OD                                                                                          | Da OD-AAA a OD-ZZZ |
| Liberia                                           | A8                                                                                          | Da A8-AAA a A8-ZZZ |
| Libia                                             | 5A                                                                                          | Da 5A-AAA a 5A-ZZZ |
| Liechtenstein                                     | HB (condiviso con la Svizzera)                                                              | Da HB-AAA a HB-ZZZ |
| Lituania                                          | LY                                                                                          | Da LY-AAA a LY-ZZZ |
| Lussemburgo                                       | LX                                                                                          | Da LX-AAA a LX-ZZZDa LX-HAA a LZ-HZZ (elicotteri) |
| Macao                                             | B-M                                                                                         | Da B-MAA a B-MZZ |
| Macedonia del Nord                                | Z3                                                                                          | Da Z3-AAA a Z3-ZZZDa Z3-HAA a Z3-HZZ (elicotteri) |
| Madagascar                                        | 5R                                                                                          | Da 5R-AAA a 5R-ZZZ |
| Malawi                                            | 7Q                                                                                          | Da 7Q-AAA a 7Q-ZZZ |
| Maldive                                           | 8Q                                                                                          | Da 8Q-AAA a 8Q-ZZZ |
| Malaysia                                          | 9M                                                                                          | Da 9M-AAA a 9M-ZZZ Da 9M-EAA a 9M-EZZ Da 9M-UAA a 9M-UZZ (ultraleggeri) |
| Mali                                              | TZ                                                                                          | Da TZ-AAA a TZ-ZZZ |
| Malta                                             | 9H                                                                                          | Da 9H-AAA a 9H-ZZZ |
| Marocco                                           | CN                                                                                          | Da CN-AAA a CN-ZZZ |
| Mauritania                                        | 5T                                                                                          | Da 5T-AAA a 5T-ZZZ |
| Mauritius                                         | 3B                                                                                          | Da 3B-AAA a 3B-ZZZ |
| Messico                                           | XA (aeromobili commerciali) XB (aeromobili privati) XC (aeromobili militari/governamentali) | Da XA-AAA a XA-ZZZ Da XB-AAA a XB-ZZZ Da XC-AAA a XC-ZZZ |
| Micronesia                                        | V6                                                                                          | Da V6-AAA a V6-ZZZ |
| Moldavia                                          | ER                                                                                          | Da ER-AAA a ER-ZZZDa ER-10000 a ER-99999 |
| Monaco                                            | 3A                                                                                          | Da 3A-AAA a 3A-ZZZDa 3A-HAA a 3A-HZZ (elicotteri) |
| Mongolia                                          | JU                                                                                          | Da JU-1000 a JU-9999 |
| Montenegro                                        | 4O                                                                                          | Da 4O-AAA a 4O-ZZZ |
| Montserrat                                        | VP-M                                                                                        | Da VP-MAA a VP-MZZ |
| Mozambico                                         | C9                                                                                          | Da C9-AAA a C9-ZZZ |
| Namibia                                           | V5                                                                                          | Da V5-AAA a V5-ZZZ |
| Nauru                                             | C2                                                                                          | Da C2-AAA a C2-ZZZ |
| Nazioni Unite                                     | 4U                                                                                          | Da 4U-AAA a 4U-ZZZ |
| Nepal                                             | 9N                                                                                          | Da 9N-AAA a 9N-ZZZ |
| Nicaragua                                         | YN                                                                                          | Da YN-AAA a YN-ZZZ |
| Niger                                             | 5U                                                                                          | Da 5U-AAA a 5U-ZZZ |
| Nigeria                                           | 5N                                                                                          | Da 5N-AAA a 5N-ZZZ |
| Norvegia                                          | LN                                                                                          | Da LN-AAA a LN-ZZZ |
| Nuova Zelanda                                     | ZK ZL                                                                                       | Da ZK-AAA a ZK-ZZZ Da ZL-AAA a ZL-ZZZ Da ZK-AAA a ZK-GZZ Da ZK-IAA a ZK-ZZZ Da ZK-HAA a ZK-HZZ (elicotteri) |
| Oman                                              | A4O                                                                                         | Da A4O-AA to A4O-ZZ |
| Paesi Bassi                                       | PH                                                                                          | Da PH-AAA a PH-ZZZ Da PH-1A1 a PH-9Z9 (ultraleggeri) Da PH-100 a PH-9999 (alianti) |
| Pakistan                                          | AP                                                                                          | Da AP-AAA a AP-ZZZ |
| Panama                                            | HP                                                                                          | Da HP-1000AA a HP-9999ZZ |
| Papua Nuova Guinea                                | P2                                                                                          | Da P2-AAA a P2-ZZZ |
| Paraguay                                          | ZP                                                                                          | Da ZP-AAA a ZP-ZZZ |
| Perù                                              | OB                                                                                          | Da OB-1000 a OB-9999 |
| Polonia                                           | SP                                                                                          | Da SP-AAA a SP-ZZZ Da SP-1000 a SP-3000, SP-8000 (alianti) Da SP-SAAA a SP-SZZZ (ultraleggeri) SN-00AA (polizia e guardia di confine) |
| Portogallo                                        | CR CS                                                                                       | Da CR-AAA a CR-ZZZ Da CS-AAA a CS-ZZZ |
| Qatar                                             | A7                                                                                          | Da A7-AAA a A7-ZZZ |
| Regno Unito                                       | G                                                                                           | Da G-AAAA a G-ZZZZ Da G-1-1 a G-99-99 (prove e consegne) Da G-N01AA a G-N99ZZ (doppia registrazione del Concorde) |
| Rep. Ceca                                         | OK                                                                                          | Da OK-AAA a OK-ZZZ Da OK-AAA00 a OK-ZZZ99 (ultraleggeri) Da OK-0000 a OK-9999 (alianti e mongolfiere) Da OK-A000 a OK-A999 (alianti ultraleggeri) |
| Rep. Centrafricana                                | TL                                                                                          | Da TL-AAA a TL-ZZZ |
| Rep. del Congo                                    | TN                                                                                          | Da TN-AAA a TN-ZZZ |
| RD del Congo                                      | 9Q                                                                                          | Da 9Q-AAA a 9Q-ZZZ |
| Rep. Dominicana                                   | HI                                                                                          | Da HI-100AA a HI-999ZZ |
| La Riunione                                       | F-OD                                                                                        | Da F-ODAA a F-ODZZ |
| Romania                                           | YR                                                                                          | Da YR-AAA a YR-ZZZ Da YR-1000 a YR-9999 (alianti e ultraleggeri) |
| Ruanda                                            | 9XR                                                                                         | Da 9XR-AA a 9XR-ZZ |
| Russia                                            | RA RF (aeromobili statali)                                                                  | Da RA-00001 a RA-99999 Da RA-0001A a RA-9999Z Da RF-00001 a RF-99999 |
| Saint Kitts e Nevis                               | V4                                                                                          | Da V4-AAA a V4-ZZZ |
| Saint Vincent e Grenadine                         | J8                                                                                          | Da J8-AAA a J8-ZZZ |
| Samoa                                             | 5W                                                                                          | Da 5W-AAA a 5W-ZZZ |
| San Marino                                        | T7                                                                                          | Da T7-AAA a T7-ZZZ Da T7-001 a T7-999 (ultraleggeri) |
| Saint Lucia                                       | J6                                                                                          | Da J6-AAA a J6-ZZZ |
| Sant'Elena, Ascensione e Tristan da Cunha         | VQ-H                                                                                        | Da VQ-HAA a VQ-HZZ |
| São Tomé e Príncipe                               | S9                                                                                          | Da S9-AAA a S9-ZZZ |
| Senegal                                           | 6V                                                                                          | Da 6V-AAA a 6V-ZZZ |
| Serbia                                            | YU                                                                                          | Da YU-AAA a YU-ZZZ |
| Seychelles                                        | S7                                                                                          | Da S7-AAA a S7-ZZZ |
| Sierra Leone                                      | 9L                                                                                          | Da 9L-AAA a 9L-ZZZ |
| Singapore                                         | 9V                                                                                          | Da 9V-AAA a 9V-ZZZ |
| Siria                                             | YK                                                                                          | Da YK-AAA a YK-ZZZ |
| Slovacchia                                        | OM                                                                                          | Da OM-AAA a OM-ZZZ |
| Slovenia                                          | S5                                                                                          | Da S5-AAA a S5-ZZZ Da S5-HAA a S5-HZZ (elicotteri) |
| Somalia                                           | 6O                                                                                          | Da 6O-AAA a 6O-ZZZ |
| Spagna                                            | EC                                                                                          | Da EC-AAA a EC-ZZZ Da EC-001 a EC-999 (prove e consegne) |
| Sri Lanka                                         | 4R                                                                                          | Da 4R-AAA a 4R-ZZZ |
| Stati Uniti                                       | N                                                                                           | Da N1 a N99999 Da N1A a N9999Z Da N1AA a N999ZZ |
| Sudafrica                                         | ZS ZT ZU (licenza sperimentale)                                                             | Da ZS-AAA a ZS-ZZZ Da ZT-AAA a ZT-ZZZ Da ZU-AAA a ZU-ZZZ |
| Sudan                                             | ST                                                                                          | Da ST-AAA a ST-ZZZ |
| Sudan del Sud                                     | Z8                                                                                          | Da Z8-AAA a Z8-ZZZ |
| Suriname                                          | PZ                                                                                          | Da PZ-AAA a PZ-ZZZ |
| Svezia                                            | SE                                                                                          | Da SE-AAA a SE-ZZZ |
| Svizzera                                          | HB (condiviso con il Liechtenstein)                                                         | Da HB-AAA a HB-ZZZ |
| eSwatini                                          | 3D                                                                                          | Da 3D-AAA a 3D-ZZZ |
| Tagikistan                                        | EY                                                                                          | Da EY-10000 a EY-99999 |
| Polinesia francese                                | F-OH                                                                                        | Da F-OHAA a F-OHZZ |
| Taiwan                                            | B                                                                                           | Da B-10000 a B-99999 |
| Tanzania                                          | 5H                                                                                          | Da 5H-AAA a 5H-ZZZ |
| Thailandia                                        | HS                                                                                          | Da HS-AAA a HS-ZZZ |
| Timor Est                                         | 4W                                                                                          | |
| Togo                                              | 5V                                                                                          | Da 5V-AAA a 5V-ZZZ |
| Tonga                                             | A3                                                                                          | Da A3-AAA a A3-ZZZ |
| Trinidad e Tobago                                 | 9Y                                                                                          | Da 9Y-AAA a 9Y-ZZZ |
| Tunisia                                           | TS                                                                                          | Da TS-AAA a TS-ZZZ |
| Turchia                                           | TC                                                                                          | Da TC-AAA a TC-ZZZ |
| Turkmenistan                                      | EZ                                                                                          | Da EZ-A100 a EZ-Z999 |
| Turks e Caicos                                    | VQ-T                                                                                        | Da VQ-TAA a VQ-TZZ |
| Tuvalu                                            | T2                                                                                          | Da T2-AAA a T2-ZZZ |
| Ucraina                                           | UR                                                                                          | Da UR-AAA a UR-ZZZ Da UR-10000 a UR-99999 |
| Uganda                                            | 5X                                                                                          | Da 5X-AAA a 5X-ZZZ |
| Ungheria                                          | HA                                                                                          | Da HA-AAA a HA-ZZZ |
| Uruguay                                           | CX                                                                                          | Da CX-AAA a CX-ZZZ |
| Uzbekistan                                        | UK                                                                                          | Da UK-10000 a UK-99999 |
| Vanuatu                                           | YJ                                                                                          | Da YJ-AA1 a YJ-ZZ99 |
| Venezuela                                         | YV                                                                                          | Da YV-0001 a YV-9999 Da YV-0001A a YV-9999P Da YV-AAA1 a YV-ZZZ9 (usi ufficiali) |
| Vietnam                                           | VN                                                                                          | Da VN-1000 a VN-9999 Da VN-A100 a VN-A999 |
| Yemen                                             | 7O                                                                                          | Da 7O-AAA a 7O-ZZZ |
| Zambia                                            | 9J                                                                                          | Da 9J-AAA a 9J-ZZZ |
| Zimbabwe                                          | Z                                                                                           | Da Z-AAA a Z-ZZZ |